# Фернандес, Билл
Билл Фернандес — архитектор пользовательского интерфейса и изобретатель, который был первым сотрудником Apple Computer, когда они зарегистрировались в 1977 году, и сотрудником Apple № 4. Сын Джери Фернандеса и Бэмби Фернандес (оба выпускники Стэнфордского университета). Работал над персональными компьютерами Apple I и Apple II, а в 1980-х годах был членом команды разработчиков Apple Macintosh. Внёс вклад в разработку нескольких аспектов пользовательского интерфейса классической Mac OS, QuickTime и HyperCard и владеет патентом на пользовательский интерфейс, выданным в 1994 году. Ему также приписывают представление одноклассника старшей школы Homestead Стива Джобса своему другу (и выпускнику Homestead) Стиву Возняку.
Фернандес воплощён актёром Виктором Расуком в фильме 2013 года Джобс.